# Основ, Герман Николаевич
Герман Николаевич Основ (7 мая 2001, Луганск, Украина) — российский футболист, защитник клуба «Авангард».

## Карьера
Воспитанник академии московского «Локомотива». В составе молодёжной команды «железнодорожников» выступал в Юношеской лиге УЕФА. В феврале 2020 года отдан в аренду тольяттинскому «Акрону». Однако из-за досрочного прекращения сезона и отмены весенней части турнира в ПФЛ защитник так и не сыграл за клуб.
Летом 2020 года Герман Основ отправился в аренду в команду белорусской Высшей лиги «Энергетик-БГУ». Дебютировал в высшей лиге 12 июля в матче против брестского «Руха», в котором «энергетики» потерпели поражение со счётом 1:8.
В начале сентября 2021 года стал игроком «Новосибирска», в составе которого дебютировал 12 сентября, выйдя с первых минут в матче первенства. По завершении сезона покинул сибирский клуб и перешёл в московскую «Родину».
В 2024 году подписал контракт с Министерством обороны РФ, участвовал в боях в Курской области.

## Сборная
Герман Основ выступал за юношескую сборную России до 17 лет. В 2019 году он стал вызываться в сборную до 19 лет.